# Détroit de Corryvreckan
Le détroit de Corryvreckan, également appelé golfe de Corryvreckan ou même simplement Corryvreckan, est un détroit britannique, situé entre les îles de Jura et de Scarba et faisant communiquer l'océan Atlantique et le détroit de Jura (en). Il est particulièrement connu pour le courant qu'y provoquent les marées, particulièrement aux équinoxes, et connu sous le nom de gouffre de Corryvrekan.

## Étymologie
Le nom « Corryvreckan » est une déformation du gaélique « Coire Bhreacain », qui signifie « chaudron du plaid ». Bhreacain est aussi réputé être le nom d'un prince, fils du roi du Danemark,  qui y aurait fait naufrage avec sa flotte au Ve siècle.

## Description
Le détroit est resserré entre, au sud, l'île de Jura et, au nord, celle de Scarba. La distance minimale entre les deux îles est de 1 100 mètres environ. La longueur du détroit est d'environ 1 500 mètres.

Dans son ouvrage Le code secret de l'Odyssée, publié chez Robert Laffont, Paris, en 1969, Gilbert Pillot y situe les tourbillons de Scylla, après avoir démontré que le voyage d'Ulysse l'a conduit au delà des colonnes d'Hercule. Dans cette hypothèse, Charybde serait une grotte de l'île de Scarba.

## Courants et tourbillons
La force du courant est telle dans le détroit que la Royal Navy a déclaré le détroit « non navigable » ; en effet, le courant peut dépasser huit nœuds et demi (16 km/h) dans le détroit, et génère de nombreux tourbillons et remous ainsi que des vagues stationnaires pouvant atteindre 8 mètres de hauteur. La cause de ces tourbillons est la présence au milieu du détroit d'un pilier de basalte de 170 m de haut constituant un haut-fond situé à 29 m sous le niveau minimum de l'eau, localement appelé The Old Hag.